# SČ 600
SČ 600 je speciální železniční vozidlo, které slouží jako strojní čistička štěrkového kolejového lože. SČ 600 byla vyráběna v letech 1988–2001 (prototyp již v roce 1986) v počtu nejméně 37 kusů podnikem Mechanizace traťového hospodářství Praha, po privatizaci v roce 1993 MTH Praha a.s. 30 vozidel bylo dodáno do Ruska, sedm do Česka, jeden do USA.[nedostupný zdroj] Čistička je uložena na dvou dvounápravových podvozcích, které byly použity také v lokomotivách řady 742. Samotné čištění štěrku je řešeno pomocí vibračních sít, odpad je dopravníkem odváděn mimo kolej nebo do vedle postavené soupravy pro jeho odvoz.
Součástí soupravy je pomocný agregát PA 300 (upravená lokomotiva řady 730), který svými trakčními motory zajišťuje čističce dodávky elektrické energie a také celou soupravu táhne (tlačí).
Strojní čistička SČ 600 má délku 24,3 m, hmotnost přibližně 80 t, maximální rychlost 80 km/h a její teoretický pracovní výkon dosahuje 600 m³ štěrku za hodinu.